# فرودگاه جان بل ویلیامز
فرودگاه جان بل ویلیامز (به انگلیسی: John Bell Williams Airport) یک فرودگاه همگانی بهره‌برداری هوایی است که یک باند فرود آسفالت دارد و طول باند آن ۱۶۷۶ متر است. این فرودگاه در کشور ایالات متحده آمریکا قرار دارد و در ارتفاع ۷۵ متری از سطح دریا واقع شده‌است.